# 레이철 스티븐스
레이철 스티븐스(Rachel Stevens, 1978년 4월 9일 ~ )는 잉글랜드의 싱어송라이터, 배우, 사회자, 모델, 사업가이다.